# Національний музей римського мистецтва (Мерида, Іспанія)
Національний музей римського мистецтва (ісп. Museu Nacional d'Art Romà) — музей у місті Мерида, Іспанія, присвячений мистецтву Римської імперії на матеріалі розкопок у місті.

## Передісторія
Сучасна Мерида в Іспанії розташована на уламках давньоримського міста Августа Емерита. Знахідки артефактів доби давньоримської колонізації і стануть головними експонатами місцевого музею. 
Знахідки почались задовго до створення музею. Свідоцтва про перші знахідки датовані 16 століттям, коли дон Фернандо де Вера и Варгас придбав перші уламки римського часу з написами. Ними він прикрасив власний палац. Його син зберіг батьківські колекції і збільшив їх. Частку уламків він використав для декору фасаду власного помешкання (споруда бура знищена у 19 столітті). Відомо, що дві окремі колекції давньоримських артефактів були також ще у двох закладах міста, один з котрих був у монастирі Іісуса з Назареї. 

## Перший археологічний музей
1838 року під перший археологічний музей уряд віддав стару церкву св. Клари. Науковий опис давньоримських знахідок, проведений 1910 року і розташованих у церкві, зафіксував наявність п'ятсот п'ятдесяти семи (557) експонатів.
Того ж 1910 року  розпочались дослідження на місцевості, котрі проводили місцевий історик Максіміліано Масіас та професор з Мадридського університету Хосе Рамон. Розпочались перші розкопки на територіях давньоримського театру, некрополя того часу тощо. До 1929 року кількість експонатів музею збільшилась до трьох тисяч. Розкопки припинились у роки громадянської війни у Іспанії і відновились пізніше. Прийшло усвідомлення, що стара споруда церкви не відповідає характеру знахідок і замала для їх адекватного експонування.

## Нова споруда археологічного музею

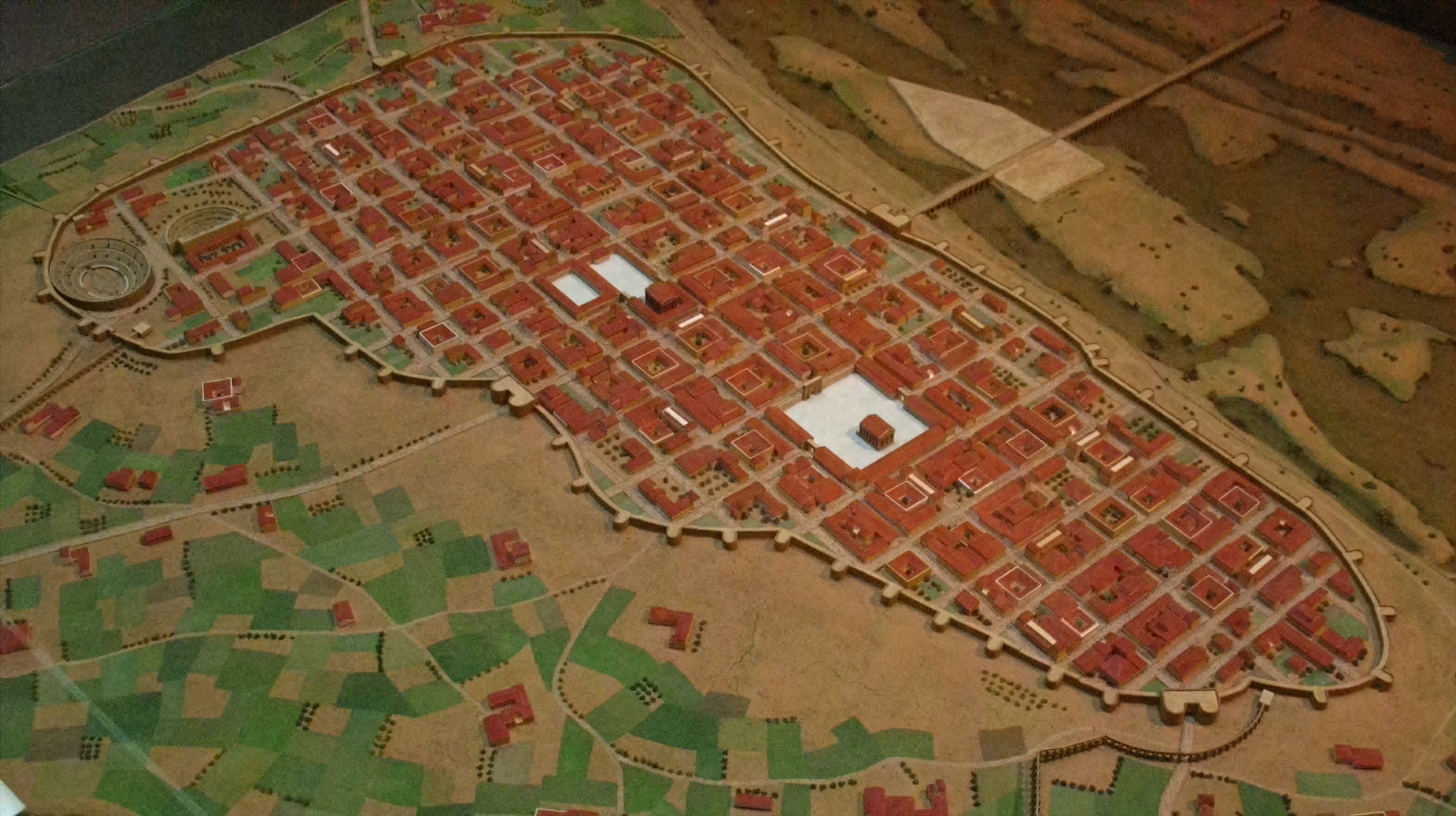
Макет забудови римського міста Емерита Августа

Керівництво музею прийшло до висновку, що місту потрібно нове приміщення для музею. В пригоді став ювілей 1975 року — 2000 років з часу заснування давньоримського міста на цьому місці. Було прийняте рішення про побудову нового археологічного музею, вперше за межами столичного Мадрида, закладу, спеціалізованого на висвітленні давньоримського періоду міста. Проект почали реалізувати з 1979 року. Проект споруди музею створив іспанський архітектор Рафаель Монео.
Архітектор відштовхнувся від вигляду давньоримських руїн і використав як будівельний матеріал червону цеглу. Зазвичай давньоримські архітектори закривали цегляні стіни тиньком. Рафаель Монео на це не пішов, а залишив фасади і  інтер'єри музею оголеними. Так монотонні мури, що імітували провінційні споруди у давньоримських колоніях, стали нагадуванням про провінційну і невиразну давньоримську архітектуру, позбавлену зовнішнього декору. Гра з давньоримською будівельною технологією зменшена лише на головному фасаді нового музею, де у ніші встановили уламок давньоримської скульптури, та на фасадах допоміжних споруд, де розмістили також зали для виставок, приміщення для конференцій, лекцій тощо.
Урочистості з нагоди відкриття нової споруди музею відбулись  19 вересня 1986 року. Заклад отримав назву Національний музей римського мистецтва. Згодом споруда і музеєфіковані руїни давньоримського міста були взяті під охорону ЮНЕСКО.

## Споруда музею

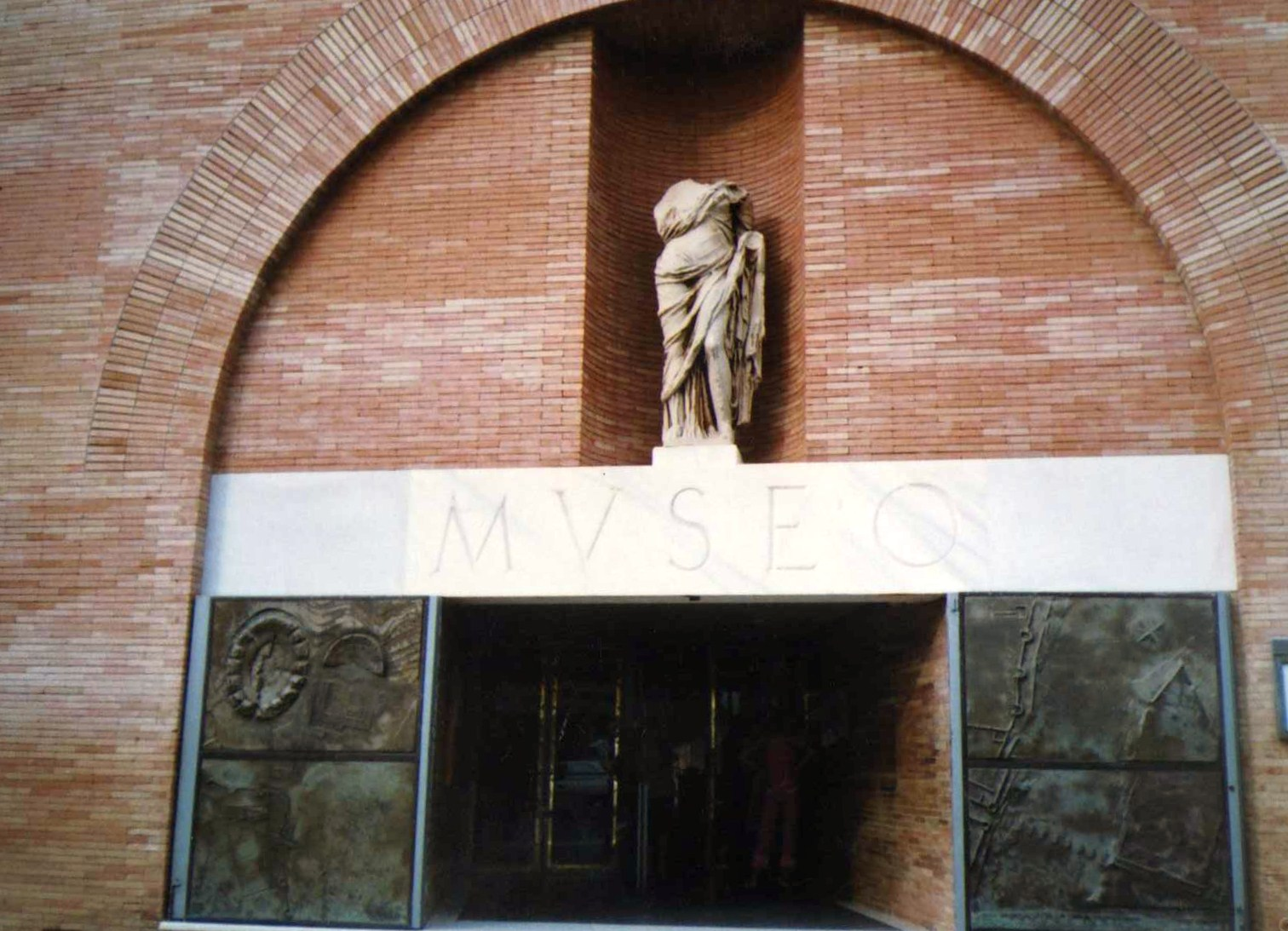
Уламок римської скульптури на головному фасаді музею
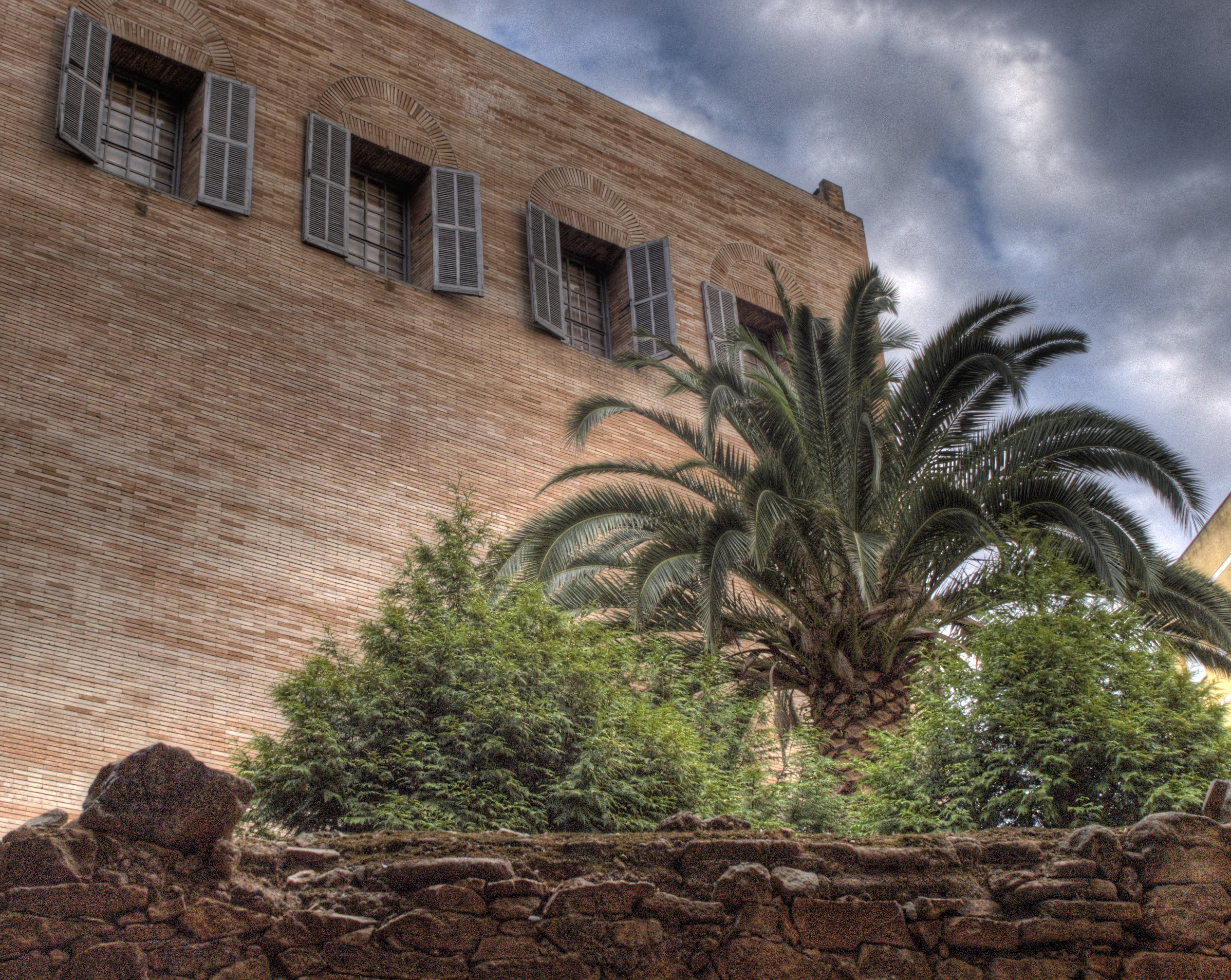
Допоміжний корпус
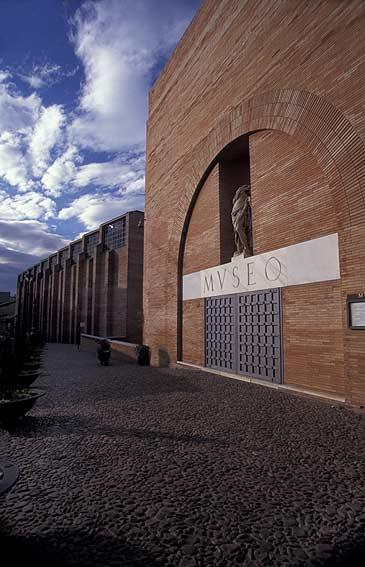
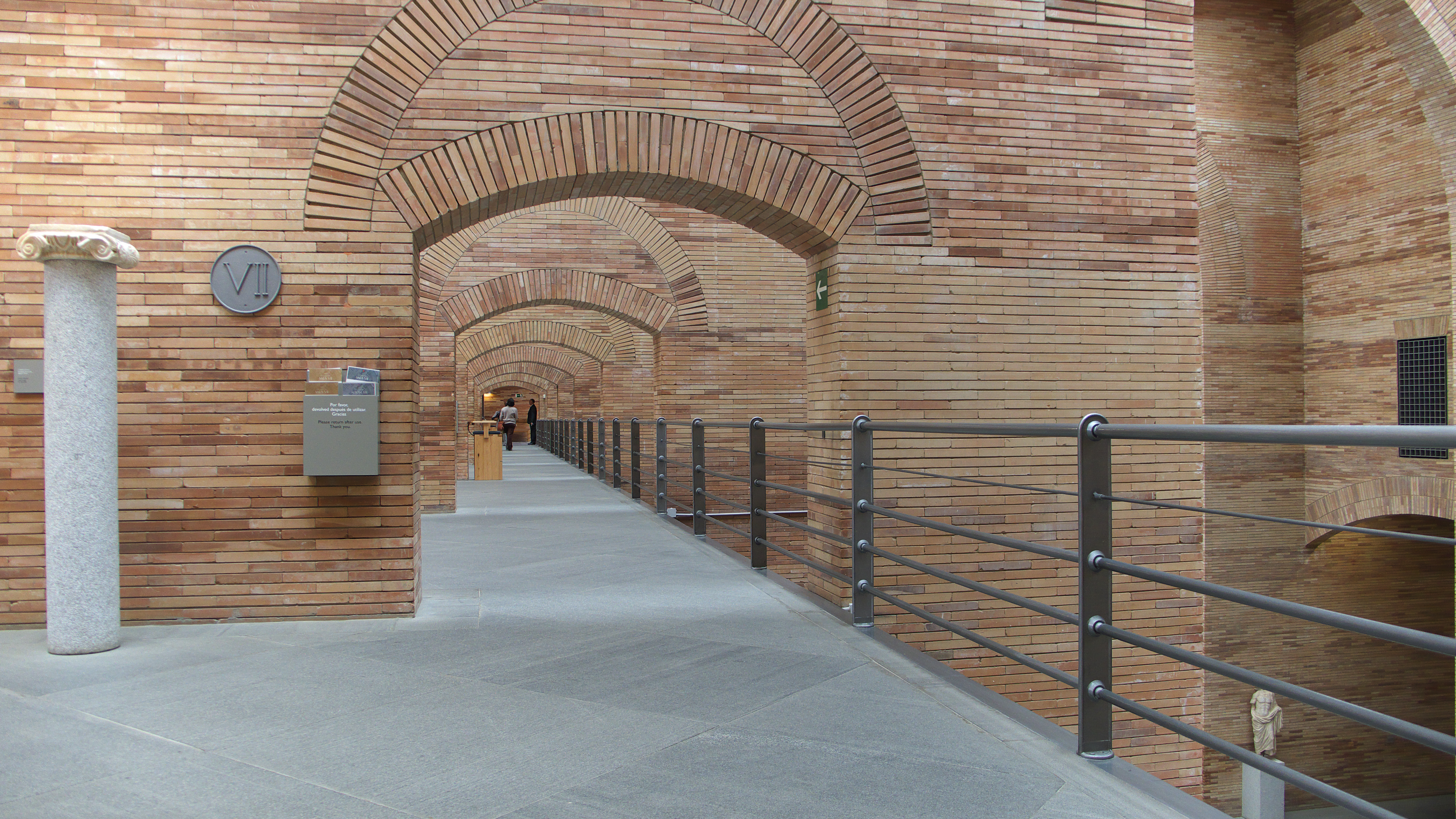
Галерея другого поверху музею
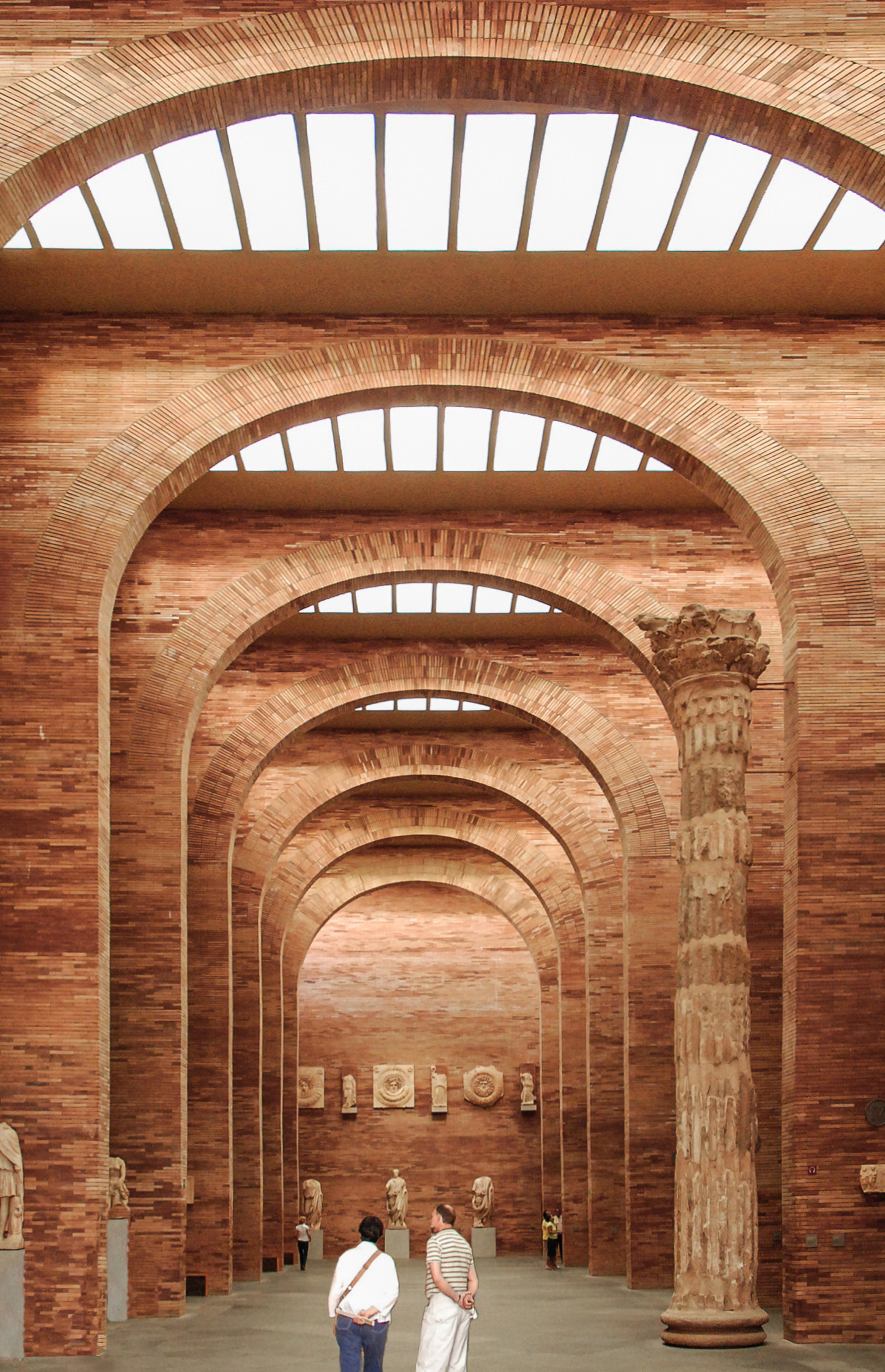
Головна нава музею

## Римський скульптурний портрет

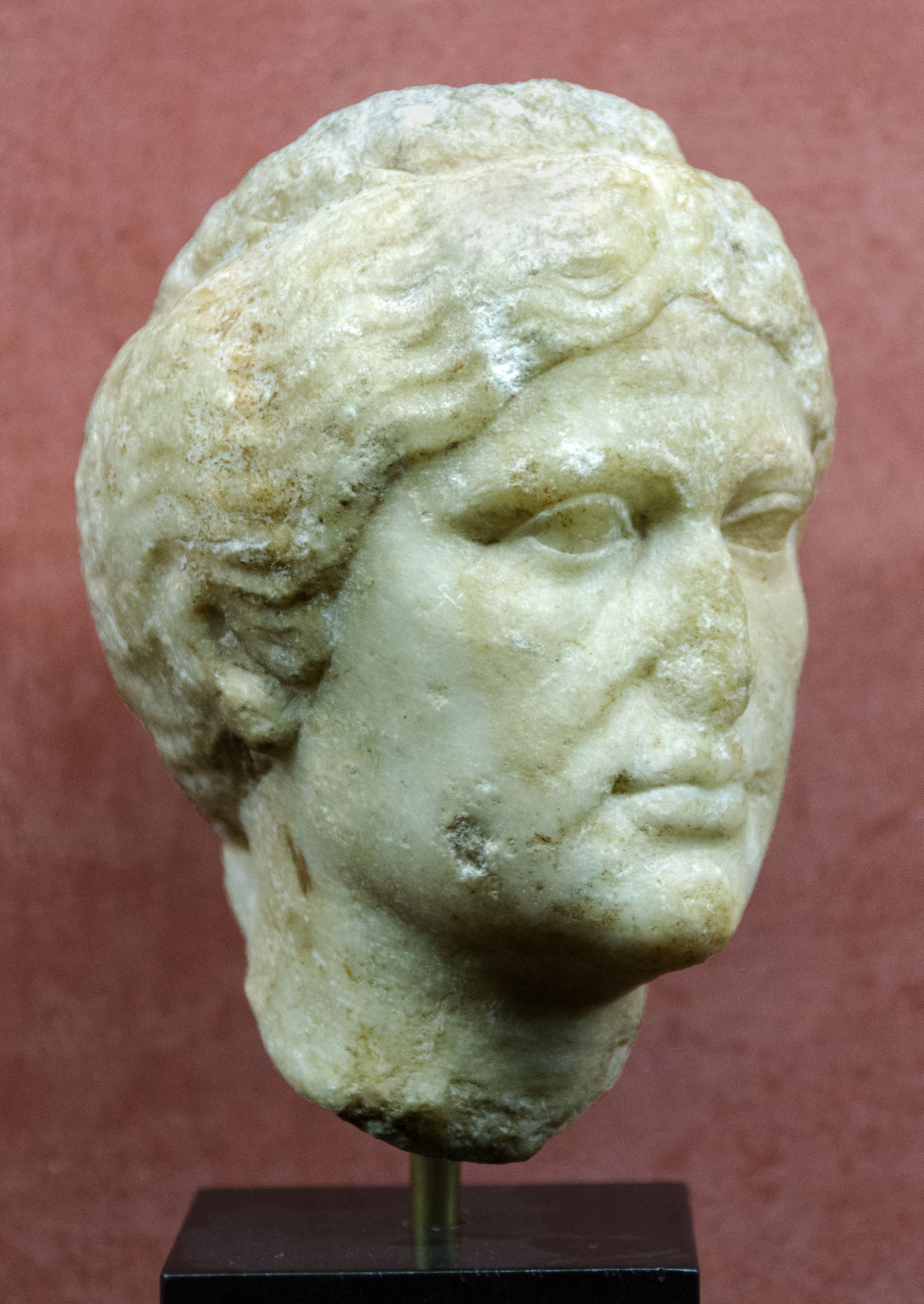
Голівка шляхетної римської пані
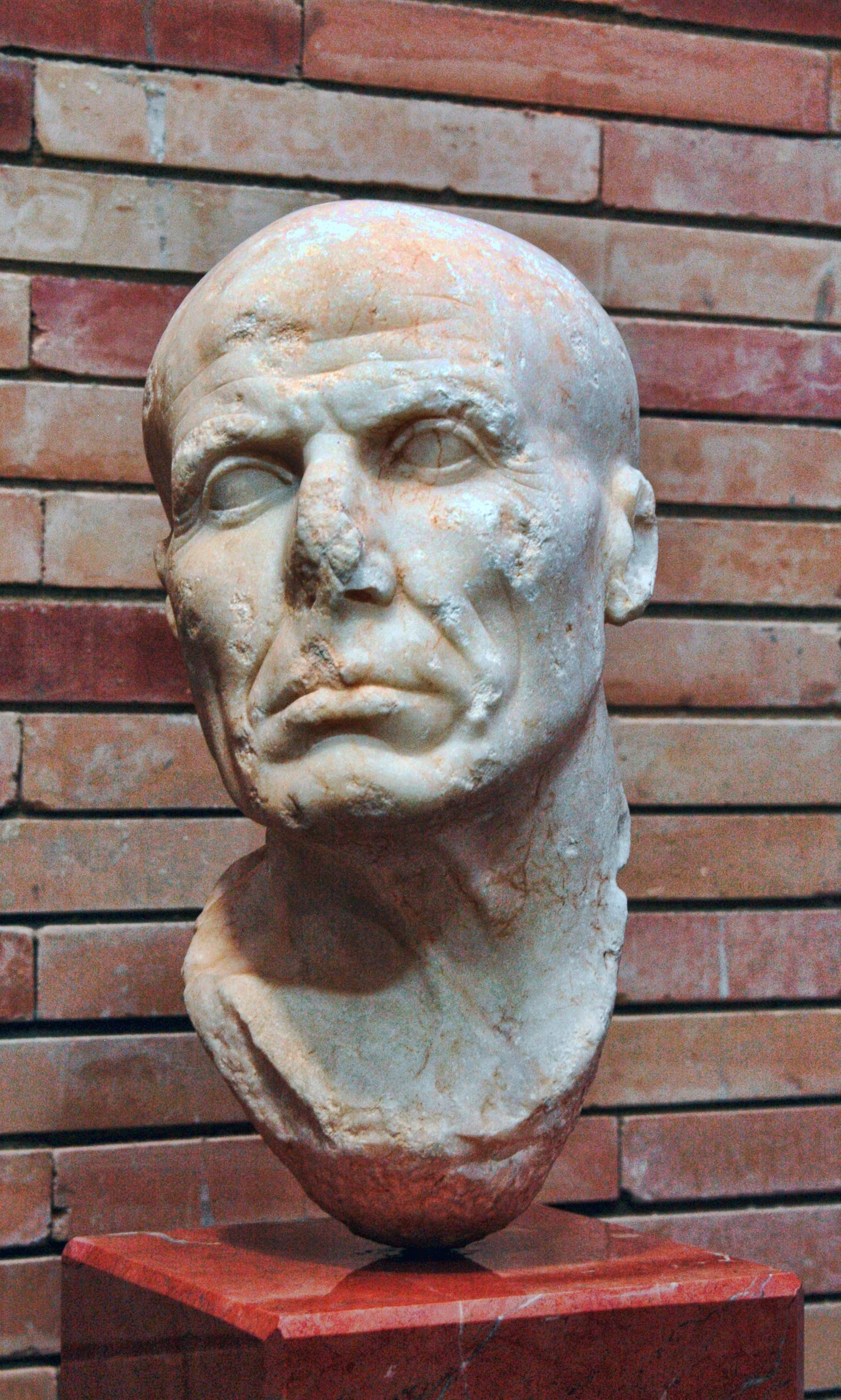
Голова від римської скульптури (для погруддя або у повний зріст)
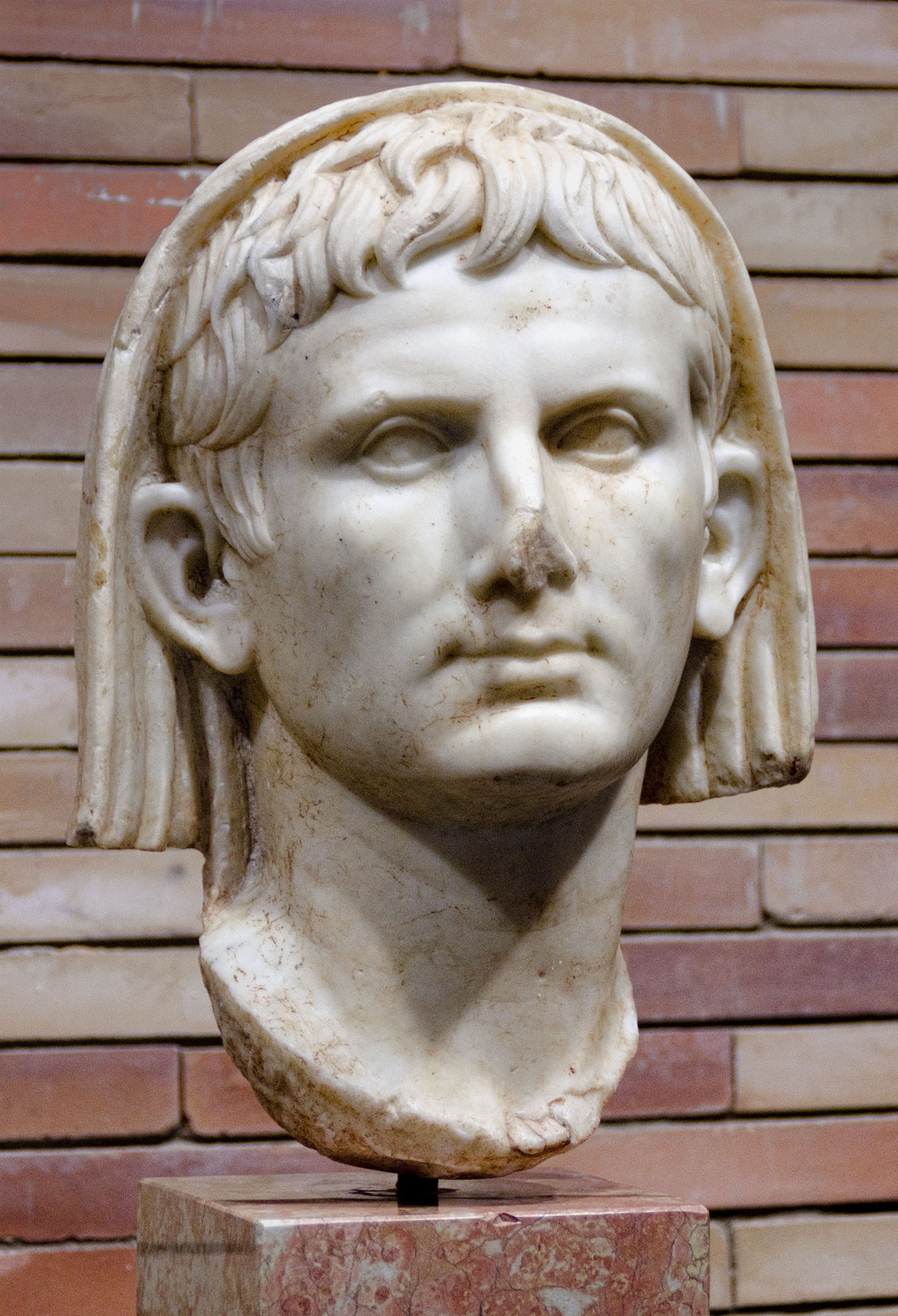
Імператор Октавіан Август, голова від скульптури у повний зріст
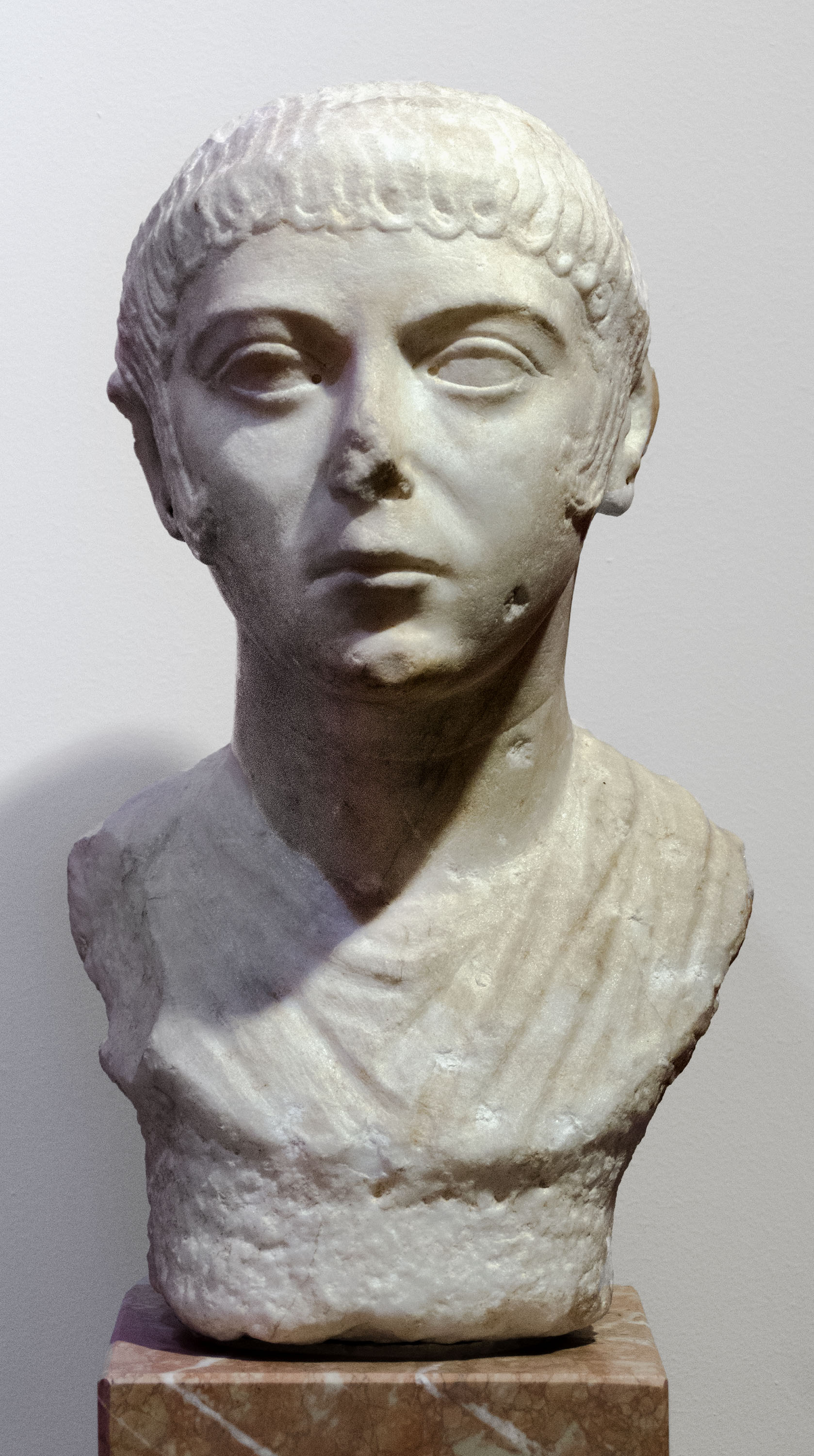
Портрет молодика з римського надгробка
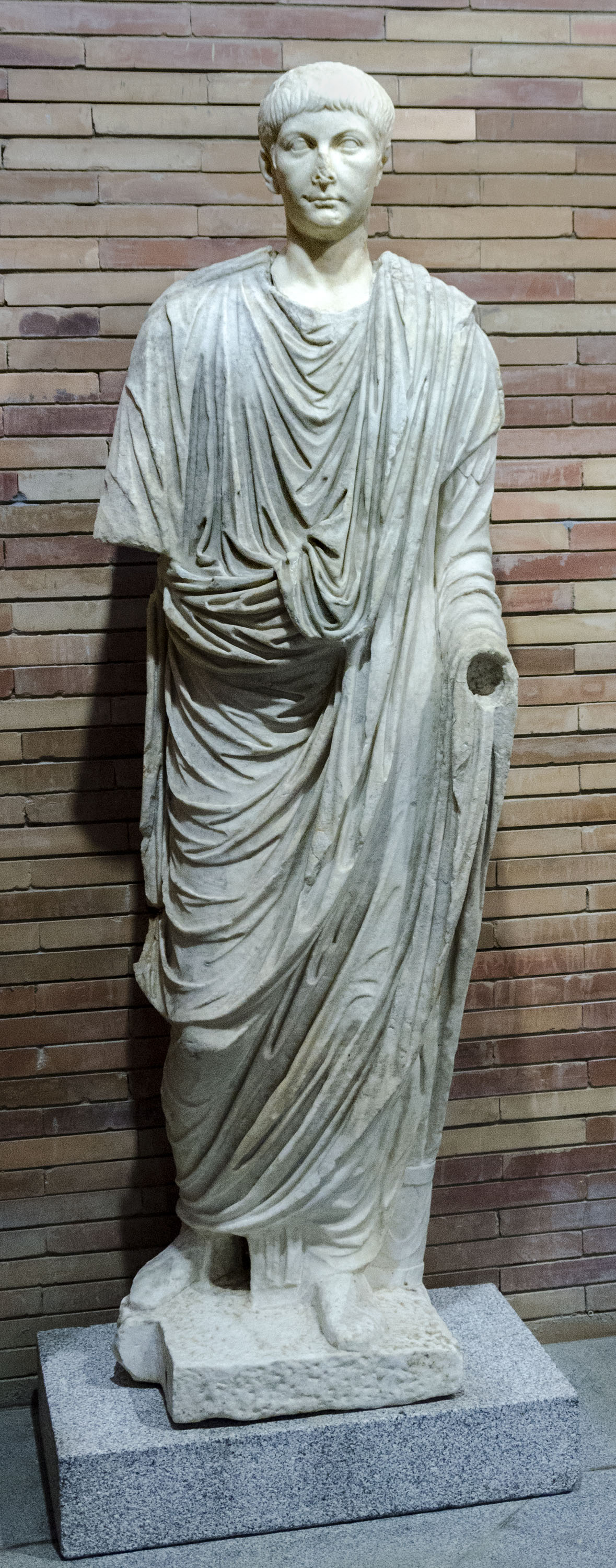
Зразок римської скульптури у повний зріст

## Архітектурні уламки

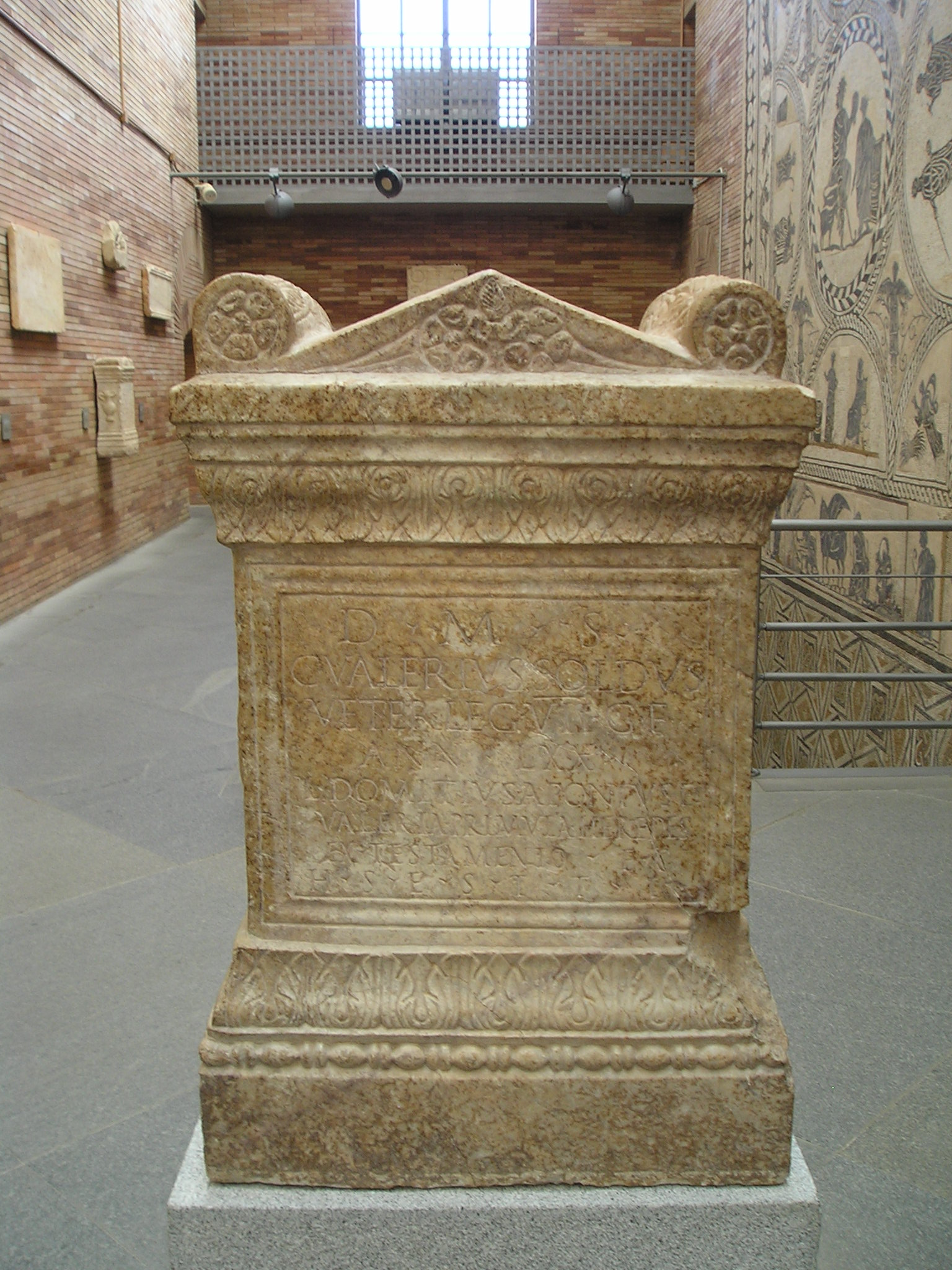
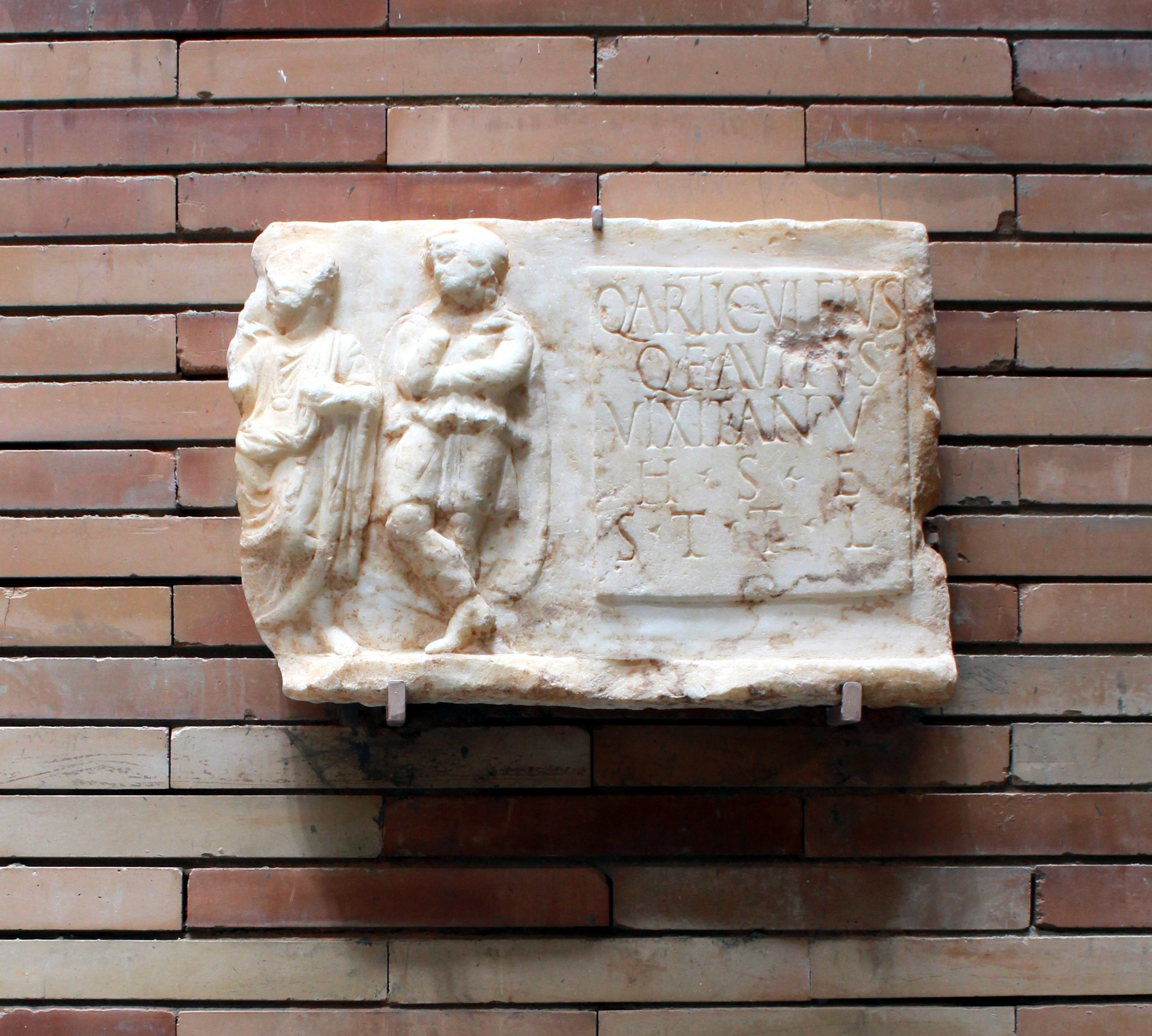
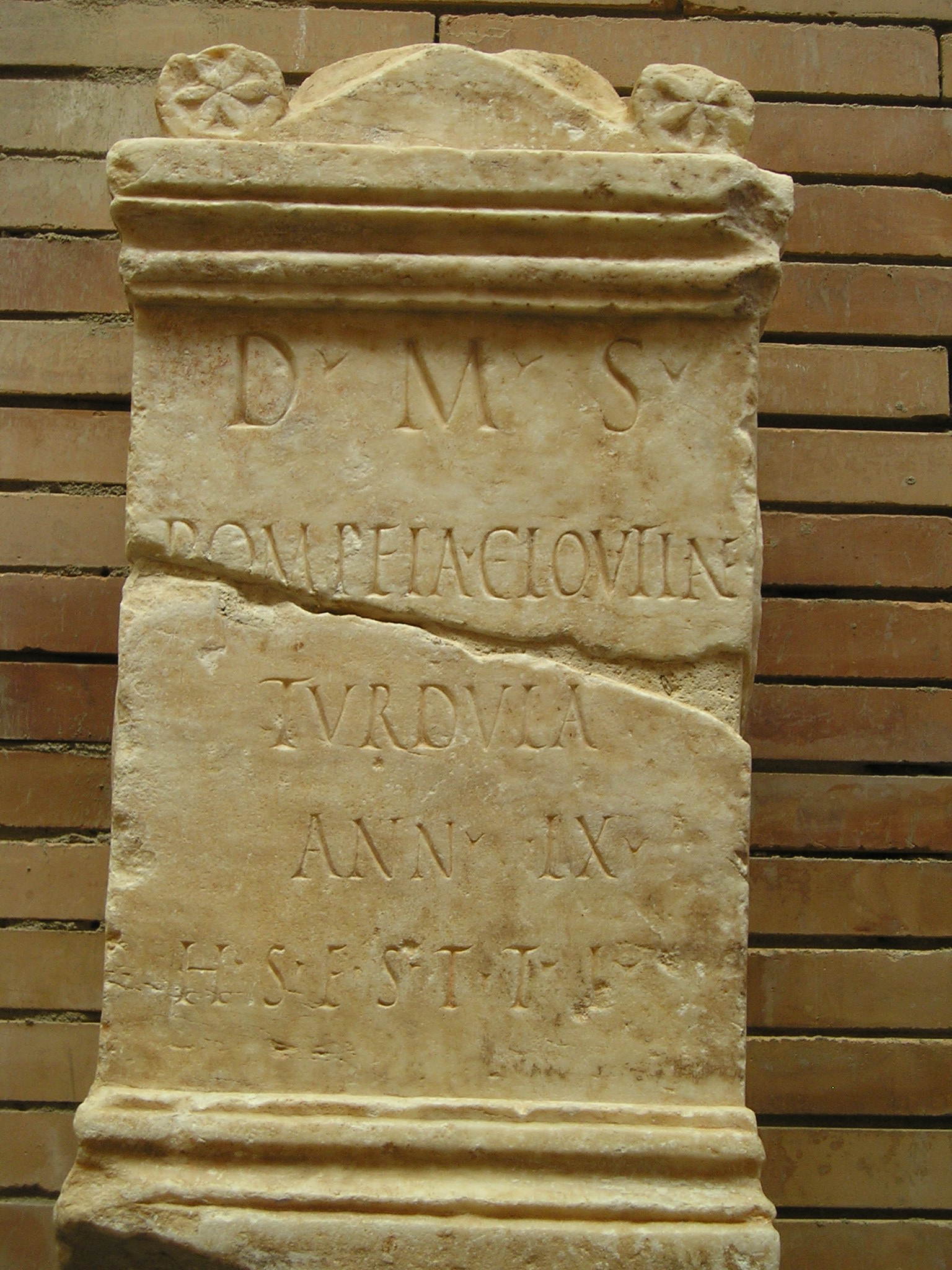
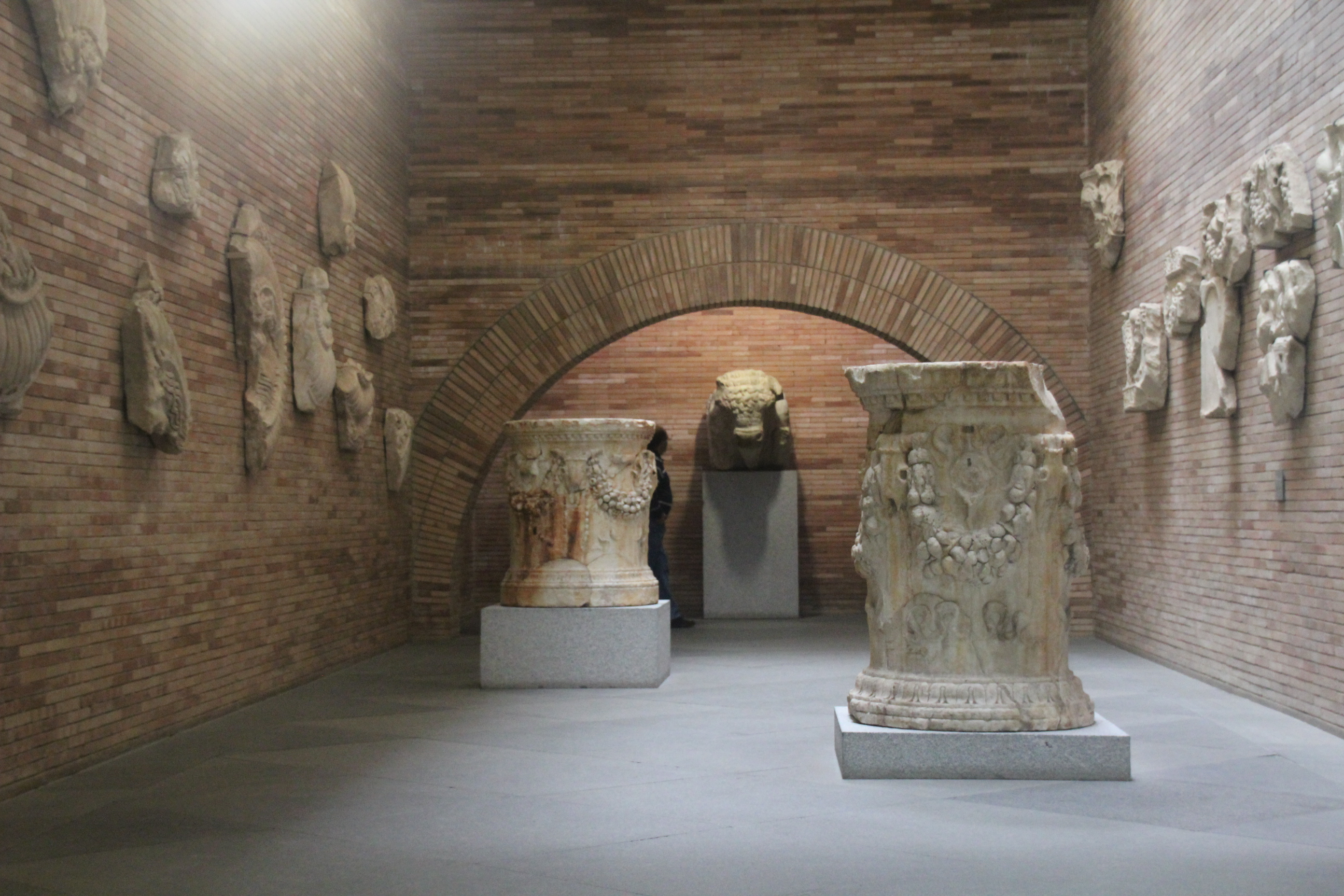
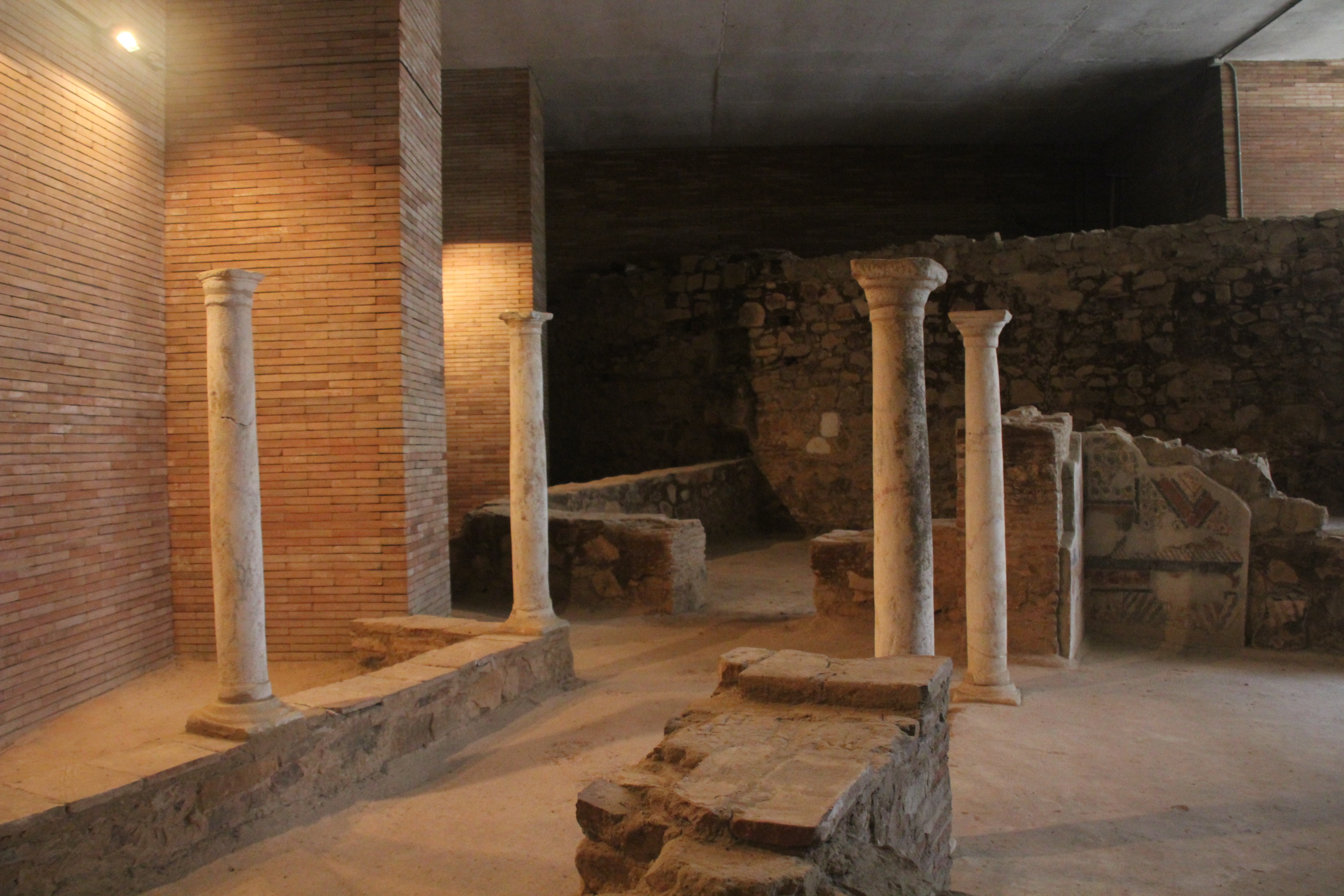

## Мозаїка, скульптури, побутові речі

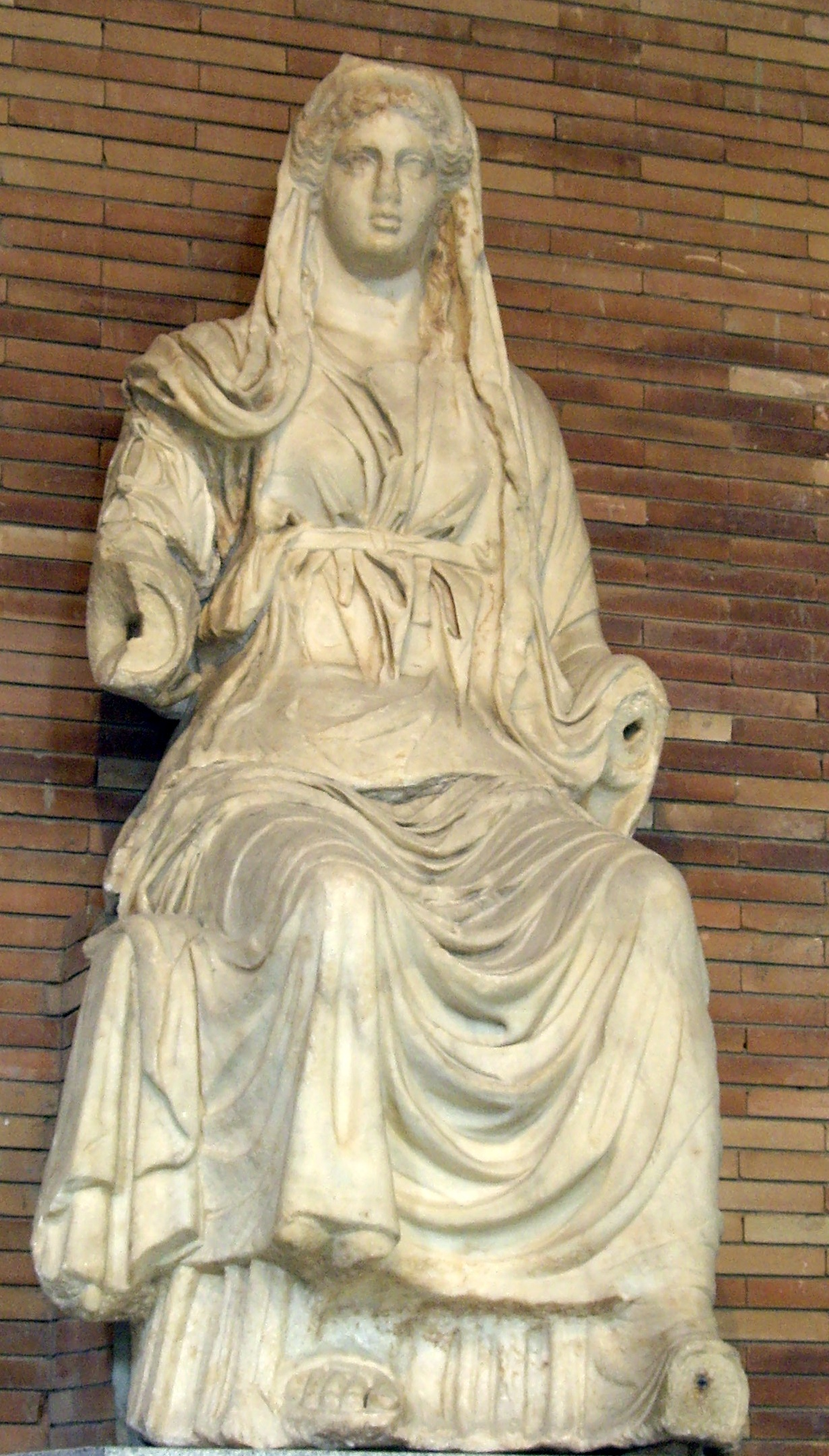
Богиня Церера

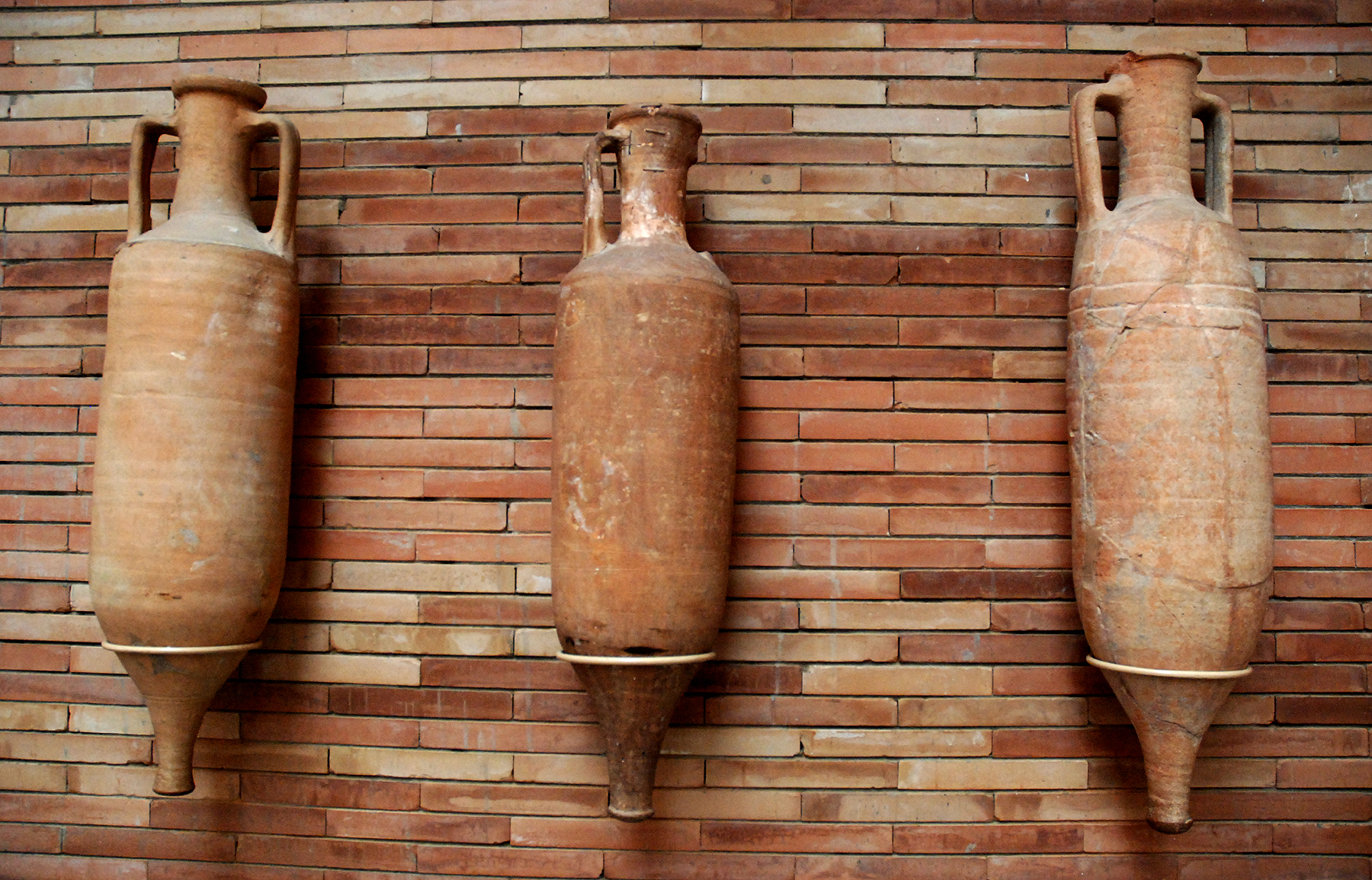
Амфори з розкопок
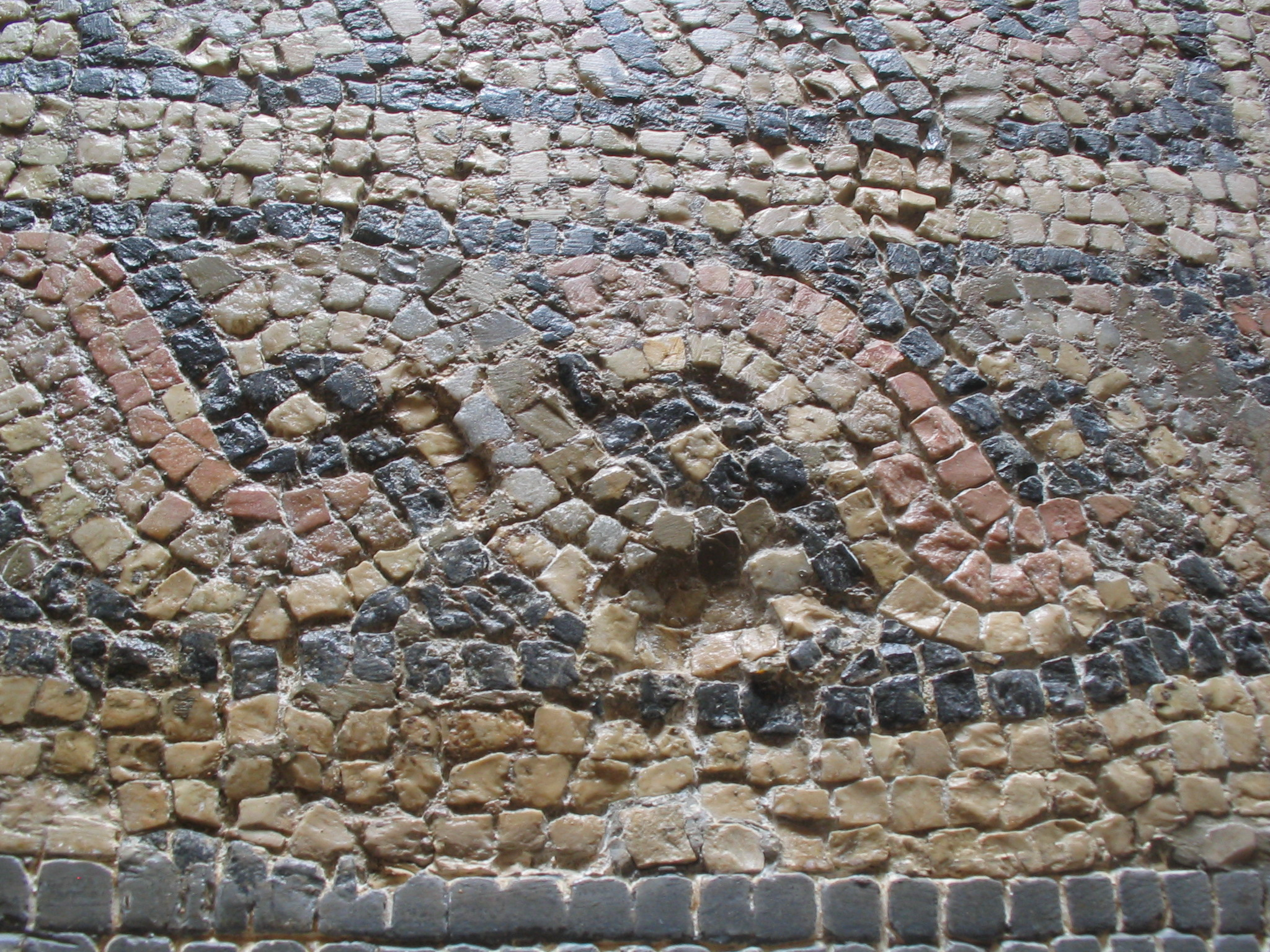
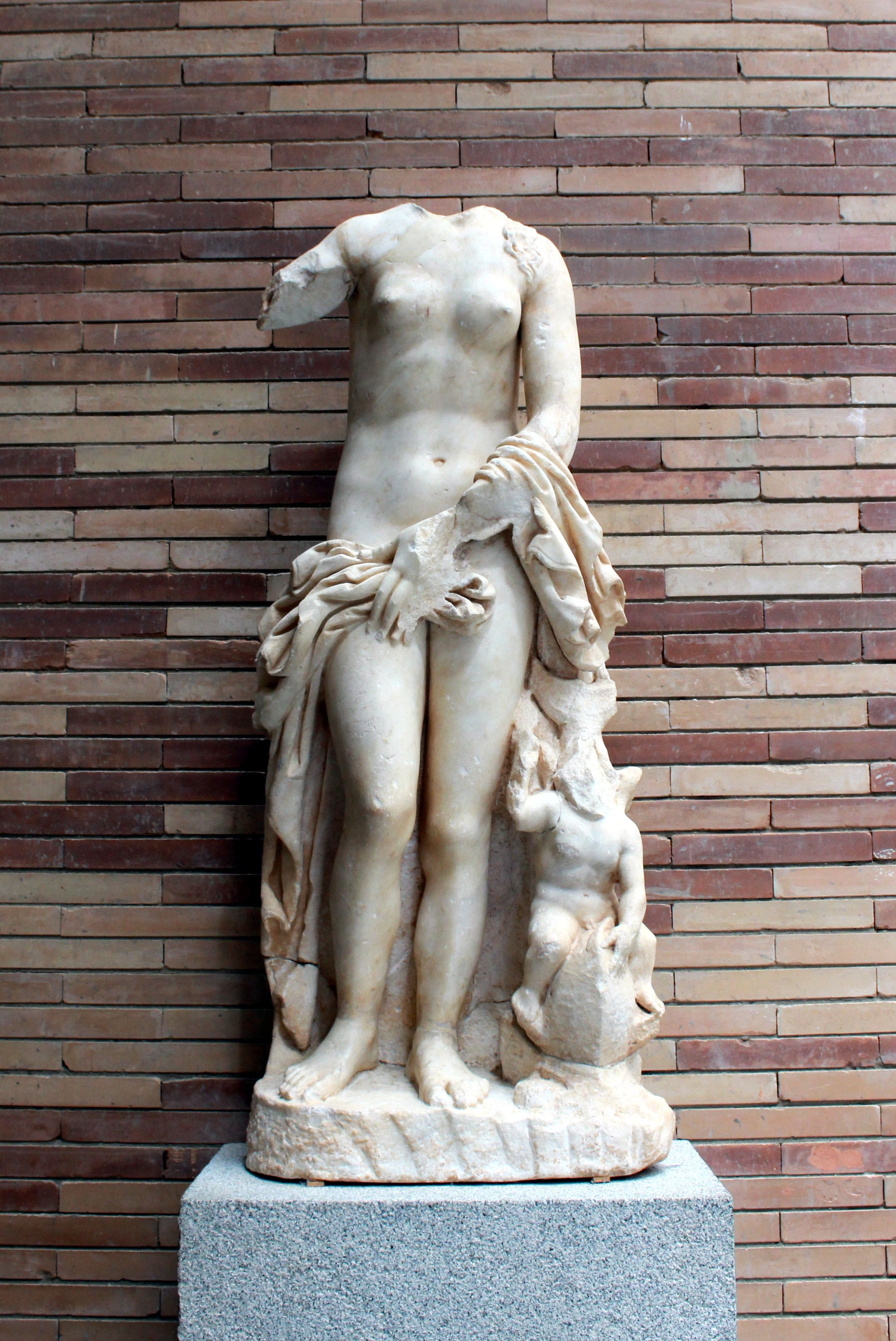
Венера, уламок скульптури
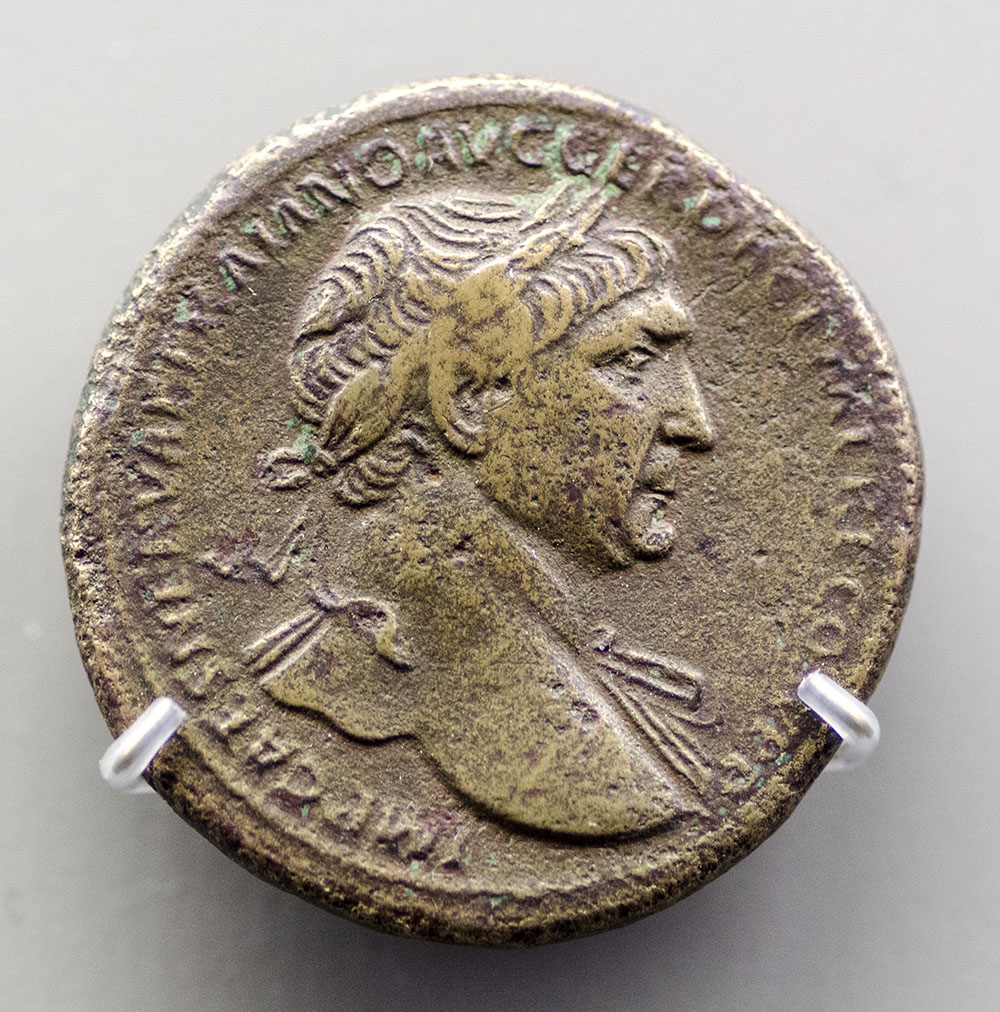
Давньоримська монета з портретом імператора Траяна
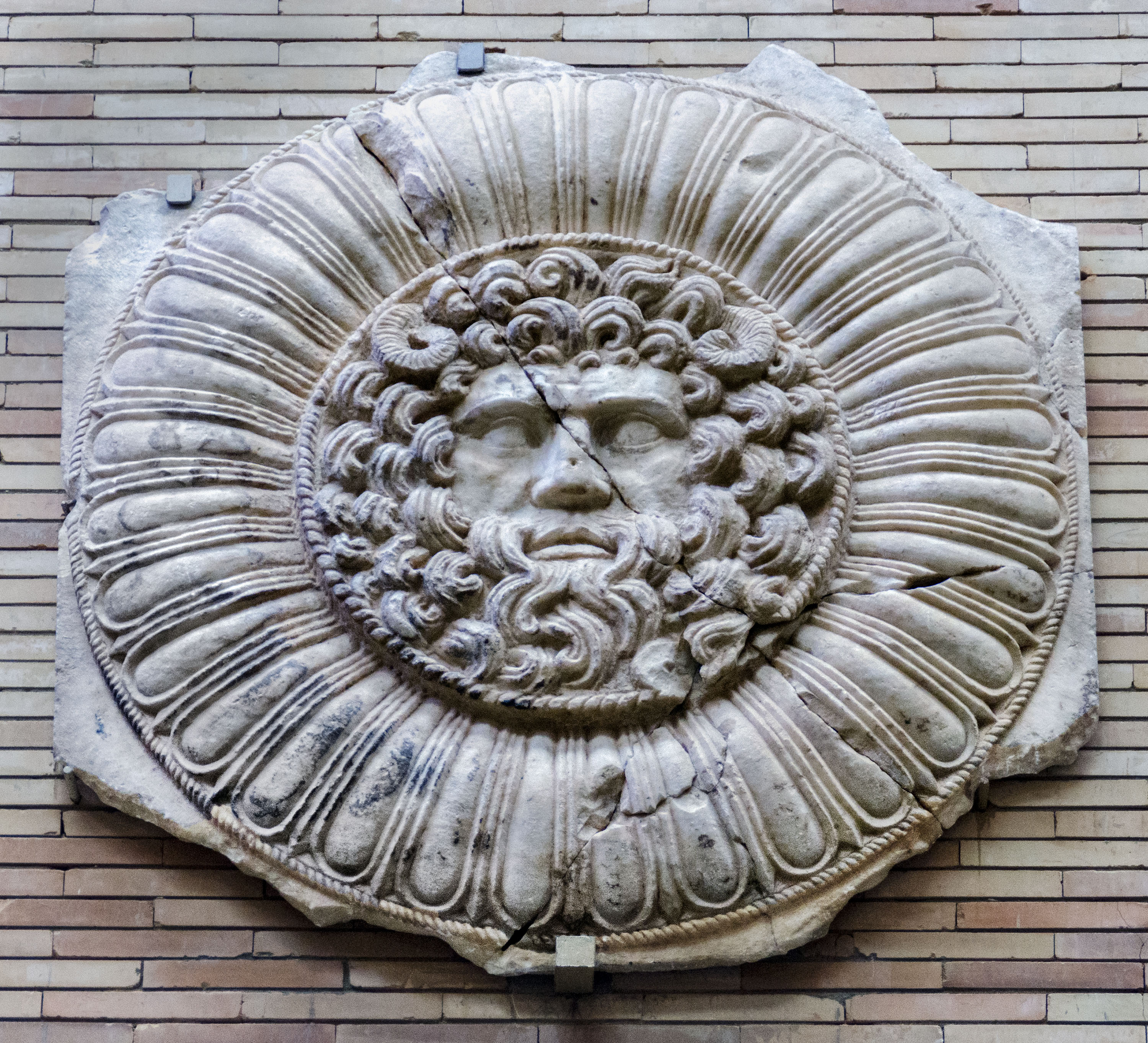
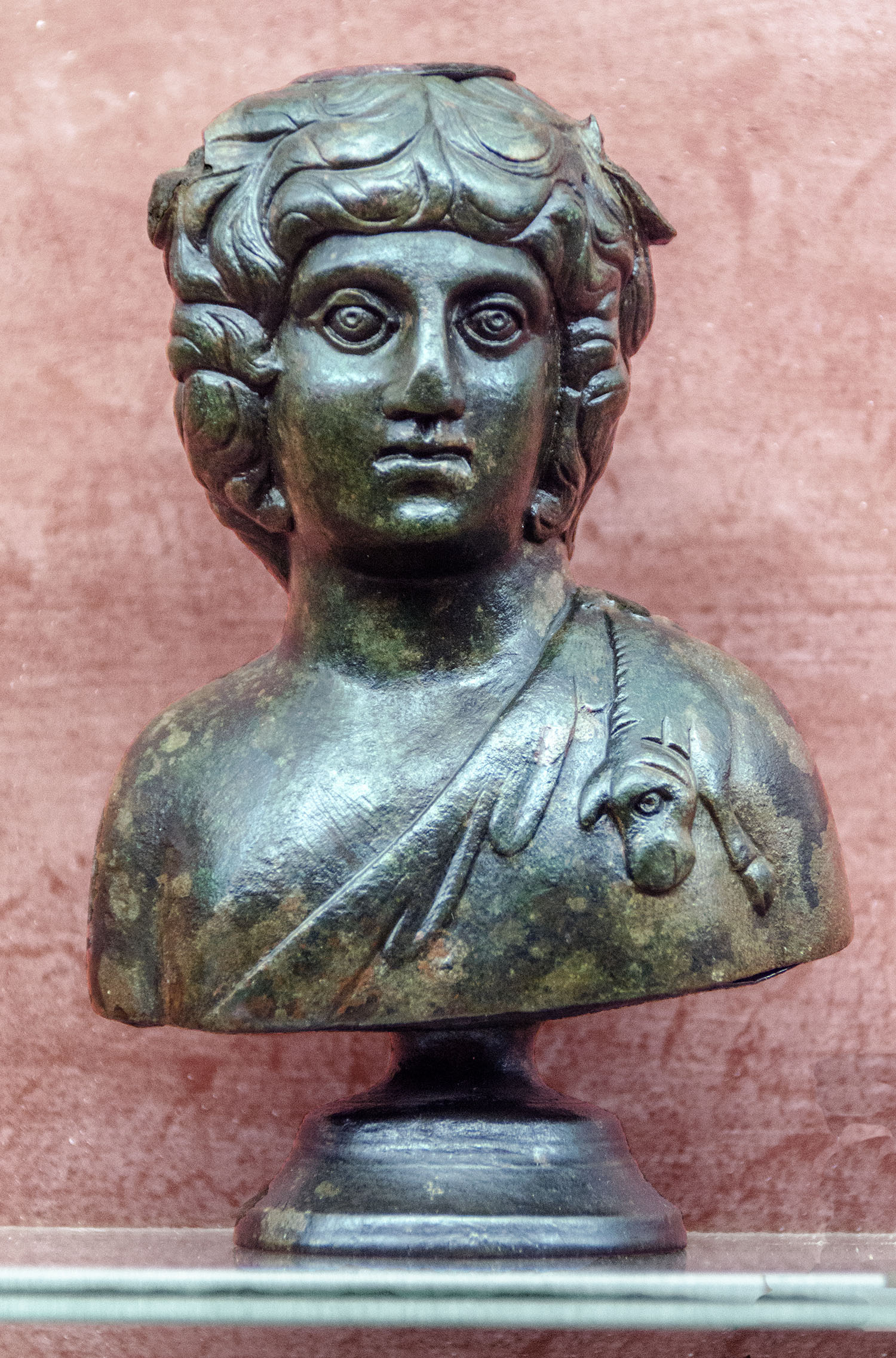
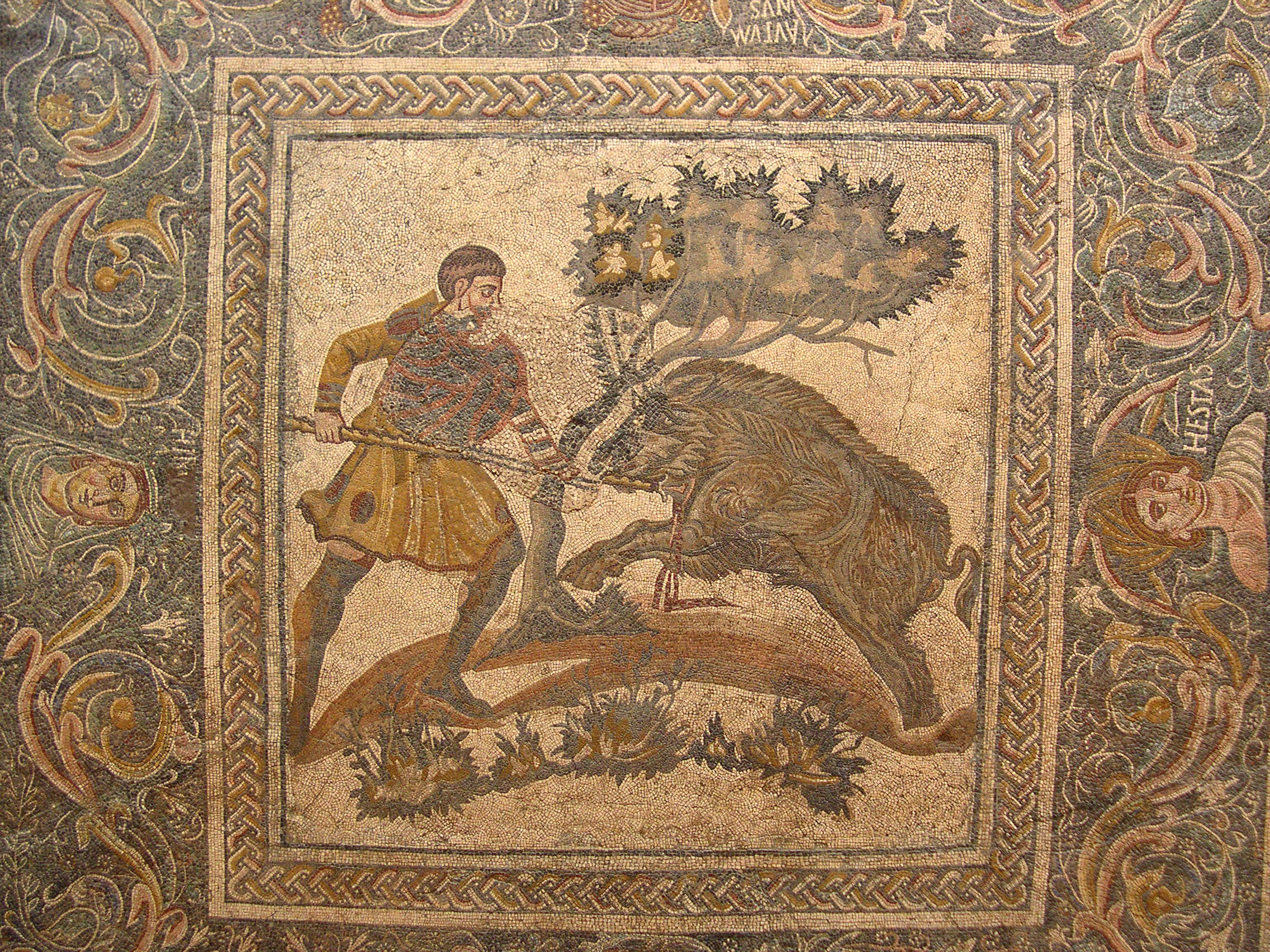
Сцена полювання на дикого кабана
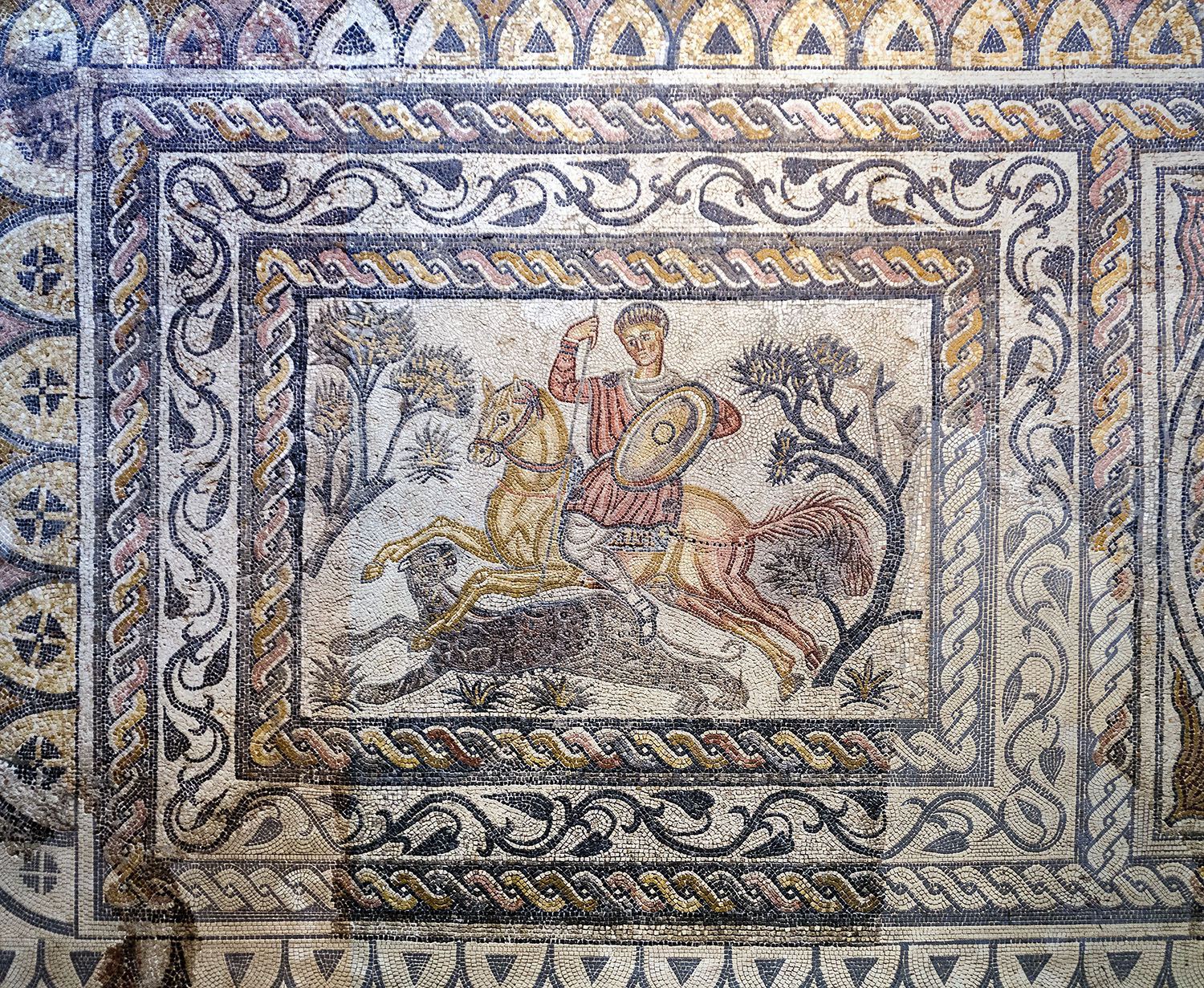
Вершник-мисливець
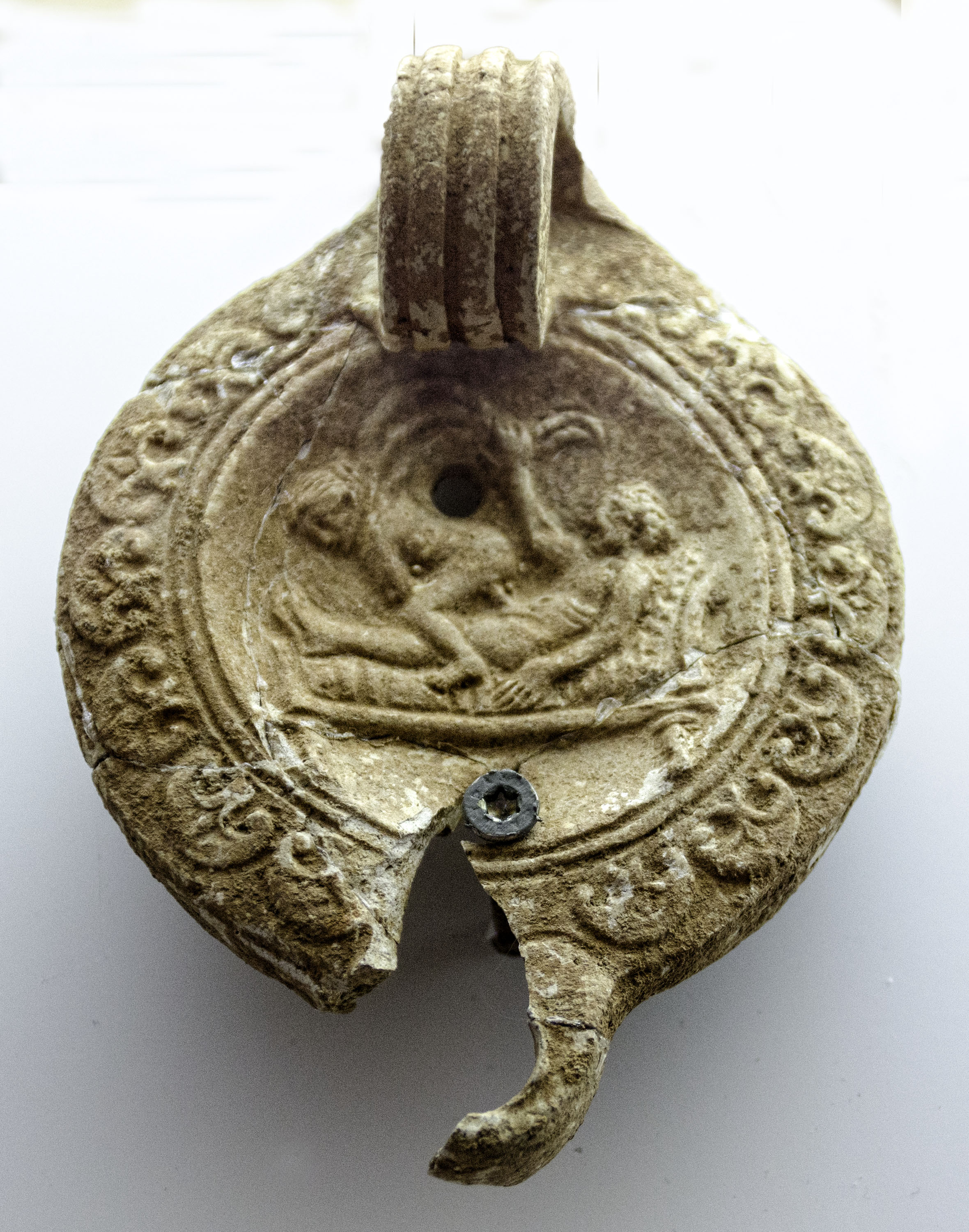
Олійна лампа римського часу з сексуальною сценою
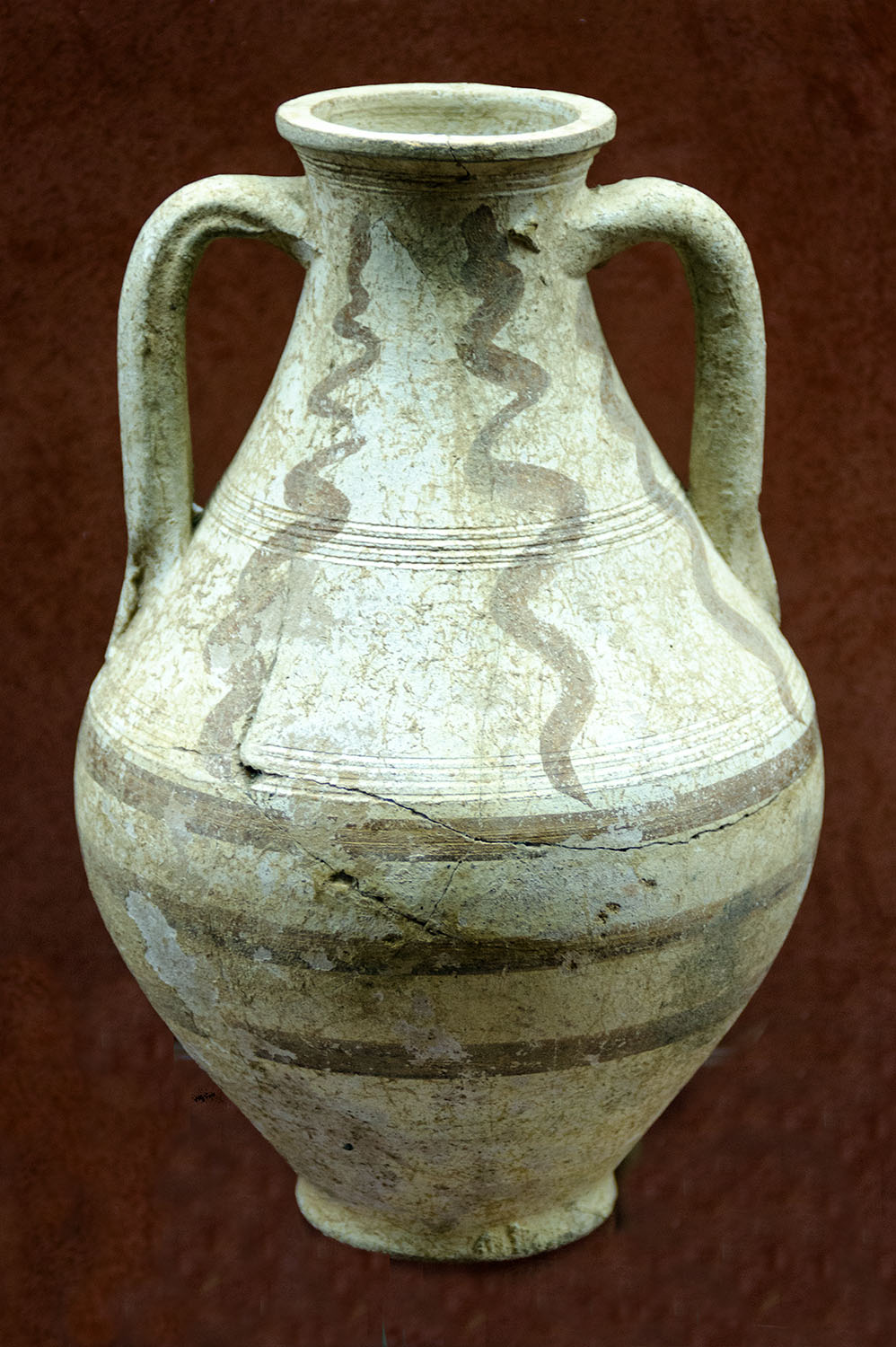
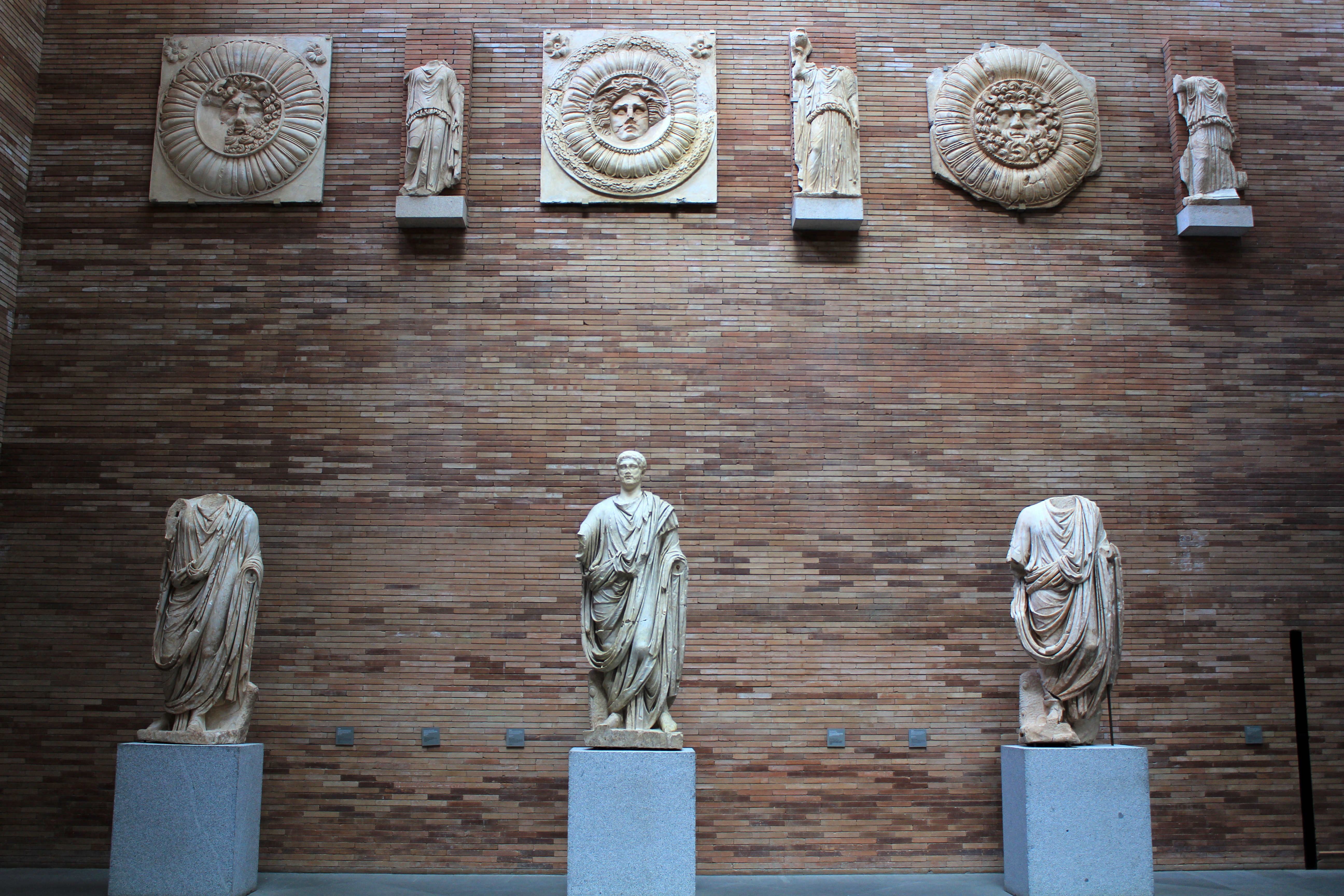
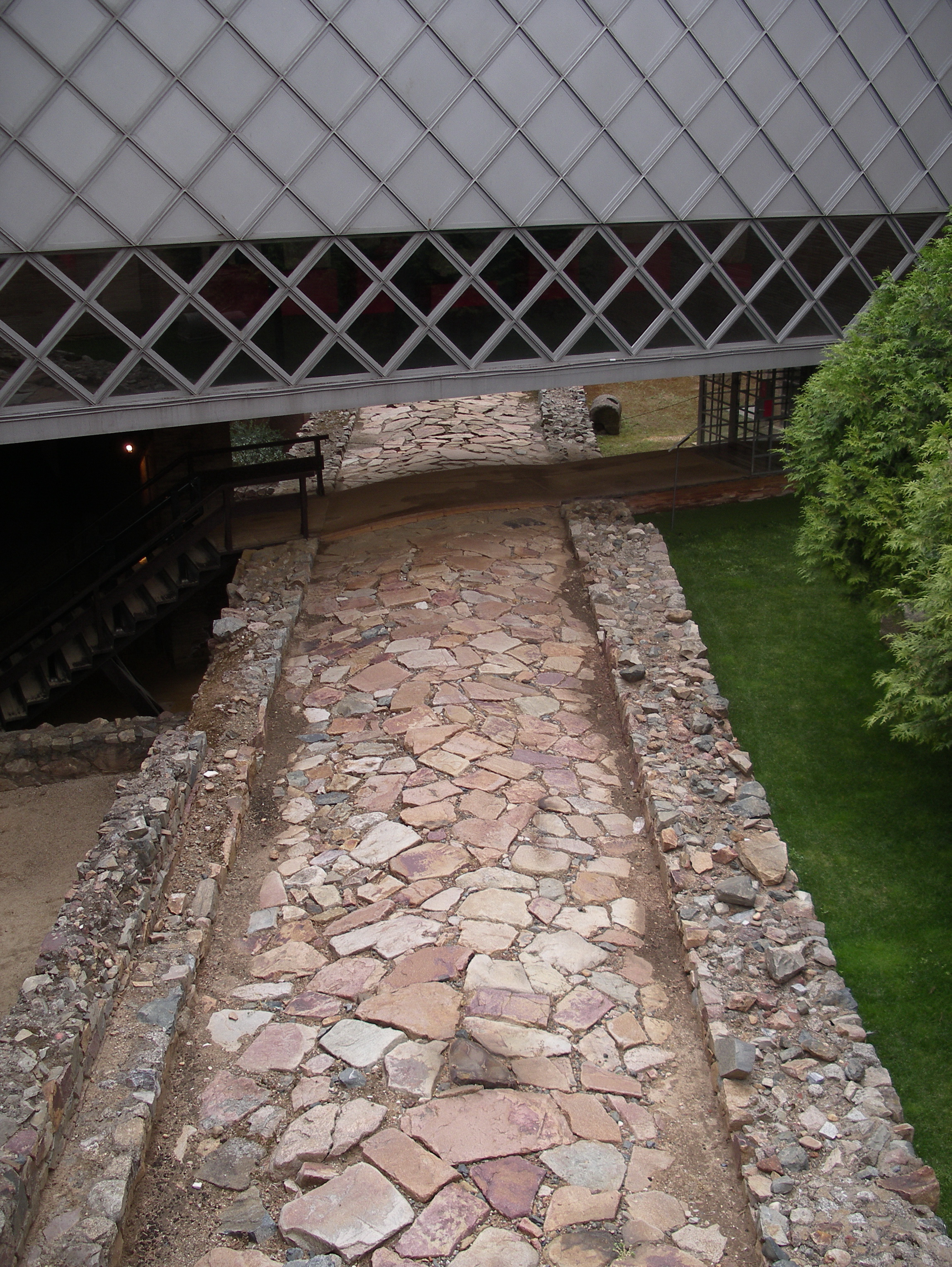
Залишок давньоримської дороги, Мерида